# Imák Bobbyért
Az Imák Bobbyért (eredeti cím: Prayers for Bobby) egy igaz történeten alapuló 2009-ben bemutatott amerikai tévéfilm, mely Leroy Aarons Prayers for Bobby: A Mother's Coming to Terms with the Suicide of Her Gay Son (Imák Bobbyért: Ahogy egy anya feldolgozza meleg fia öngyilkosságát) című, 1995-ös könyve alapján készült. A film egyfelől egy kaliforniai meleg fiatal utolsó éveit meséli el, aki a családjában tapasztalható elnyomás miatt az öngyilkosságba menekül. A film második része arról szól, miként változik meg édesanyjának a Bibliára alapozott meggyőződése a melegekről, amint ez a tragédia bekövetkezik, illetve amint válaszokat keres kérdéseire. Az anya végül az amerikai melegjogi aktivisták egyik vezető alakja lesz.

## Cselekmény
|  | Alább a cselekmény részletei következnek! |

A történet 1979–83 között egy kaliforniai kisvárosban, Walnut Creekben, illetve az oregoni Portlandben játszódik. Walnut Creekben él a 16 éves Bobby (Ryan Kelley) és családja, akik mélyen vallásosak (kálvinisták), különösen az anya, Mary (Sigourny Weaver). Bobbynak van egy komolyra forduló kapcsolata egy fiatal lánnyal, ám egy este elutasítja a lány közeledését. Kétségbe esik és végleg felismeri, hogy ő valójában a fiúkat szereti. Kis híján öngyilkosságot kísérel meg, mert nem tud együtt élni a gondolattal, hogy milyen elutasításra számíthat. Bátyja, Ed (Austin Nichols) talál rá, akinek ekkor elárulja, hogy ő valójában meleg, de megkéri, hogy ne mondja el senkinek; ő azonban ezt nem tartja meg, mert az első adandó alkalommal elmondja anyjának. A szülők közül az egyébként is távolságtartóbb apát, Bobot (Henry Czerny) kevésbé foglalkoztatja a kérdés, mint az anyát, aki mindenáron igyekszik fiát „kigyógyítani betegségéből”, minderre mély vallásossága készteti. Bobby ambivalensen áll hozzá a helyzethez: szeretne anyja kedvében járni, de minthogy sem a bibliai igék, sem anyja imái, sem a pszichológus tanácsai nem használnak, megbarátkozik helyzetével, bár nagy nyomás nehezedik rá, elsősorban családja részéről. A megkönnyebbülést unokatestvére, Jeanette (Rebecca Louise Miller) hozza, aki meghívja Bobbyt Portlandbe, ahová el is utazik. Itt megismerkedik Daviddel (Scott Bailey), akivel járni is kezd. Később hazamenve megpróbál anyjával dűlőre jutni a problémában, ám anyja teljesen elzárkózik. Bobby végleg elköltözik otthonról. Nem szabadulva azonban anyja hatásától, lelkiismerete olyan nyomást gyakorol rá, hogy emiatt az ekkor 20 éves Bobby egy teherautó elé ugrik egy felüljáróról. Halálát követően az anya mindent elkövet azért, hogy válaszokat találjon. Legvégül hasonló helyzetben lévő szülők hatására, illetve a meleg Whitsell lelkész (Dan Butler) segítségével arra a megállapításra jut, hogy Isten azért nem segített Bobbyn, mert nem volt vele semmi baj. Ezek után maga is kiáll a melegekért, és családjával részt vesz a San Franciscó-i melegfelvonuláson.
|  | Itt a vége a cselekmény részletezésének! |

## Fogadtatás
A kritikusok jobbára egyöntetűen méltatták Sigourney Weaver alakítását, ugyanakkor számos kifogást is említettek.
Jordan Mattos bírálta a film és az eredeti történet nagyfokú eltérését. Példaként említette, hogy „[Mary] múltbéli családi problémái, házasságával kapcsolatos paranoikus félelme, valamint gyógyszerfüggősége kimaradt. Semmi sem magyarázza, miért ragaszkodik annyira hiedelmeihez, és hogy miért kényszeríti ezeket gyermekeire.” Egyebek mellett kifogásolta még, hogy „Bobbyt, akinek gyakran dühtől fűtött naplóbejegyzései kifejezték vágyát, hogy »kikaparja a szemét« a rokonainak [...] megmásíthatatanul letisztították.”
David Hinckley szerint „a film túl gyakran hajlik arra, hogy karaktereit két dimenzióban fesse le, ami lehetetlenné teszi, hogy jobban felfedezzük a félelem és az iszonyodás gyökereit. [...] Az, hogy Mary végső döntése, hogy újragondolja hozzáállását, nélkülözi az árnyalást – szintén színpadiasnak tűnik.”
David Wiegand is nehezményezte ezt: „az eltérés Marynek a fia halála utáni intellektuális és spirituális ébredésében mutatkozik. Kicsit túl gyorsan történik”. A forgatókönyvíró munkáját illetően méltatta, hogy „nem egy folyton zokogó mártírként ábrázolja Bobbyt, hanem egy igazi fiatalnak, akinek száraz humora azt sejteti, hogy még minden pszichológiai sérülésével együtt [...] is van esélye az életre.”
Noha a film meglehetősen erősen foglalkozik a homoszexualitással, és a Lifetime kábelcsatornán keresztül igen sokakhoz eljutott, a világ legnagyobb ex-gay mozgalma, az Exodus International részéről sem Randy Thomas elnök, sem más nem reagált.
A filmet többek között egy Golden Globe- és két Emmy-díjra is jelölték.